# Edward James Salisbury
Edward James Salisbury (Harpenden, 16 de abril de 1886 — West Sussex, 10 de novembro de 1978) foi um botânico inglês. 

## Obras
- The Living Garden (1935),
- The East Anglain Flora (1933),
- Plant Form and Function (1938),
- The Reproductive Capacity of Plants (1942),
- Downs and Dunes (1952), Weeds and Aliens (1961),
- The Biology of Garden Weeds (1962).